# Psychotria andevorantensis
Psychotria andevorantensis är en måreväxtart som beskrevs av Cornelis Eliza Bertus Bremekamp. Psychotria andevorantensis ingår i släktet Psychotria och familjen måreväxter. Inga underarter finns listade i Catalogue of Life.